# Colobopsis explodens
La Colobopsis explodens, conosciuta comunemente come "formica kamikaze" o "formica esplosiva", è una specie di formica  del sud-est asiatico, descritta per la prima volta nel 2018.
Il suo nome deriva dal participio presente del latino "explodere", 'esplodere', riferito al comportamento di autotisi. Queste formiche, infatti, durante il combattimento si sacrificano rompendo il gastro e rilasciando contenuti appiccicosi e irritanti per uccidere o respingere i nemici.

## Descrizione

### Operaia

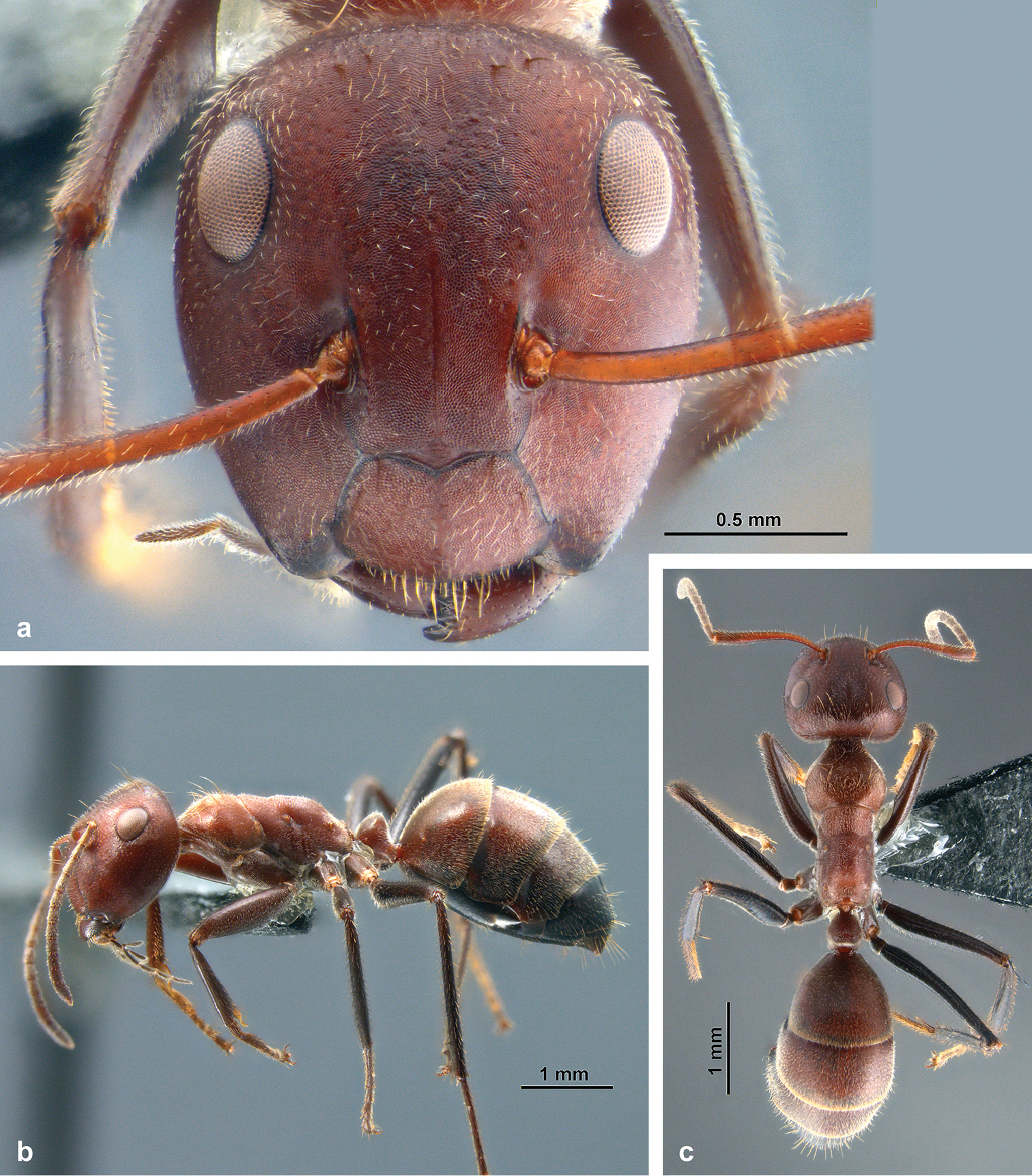
Operaia di Colobopsis explodens

La colorazione del corpo dell'operaia di Colobopsis explodens è principalmente bruno-rossastra. Alcune parti come il vertice della testa, i margini del clipeo e delle mandibole, i margini del mesosoma, alcune porzioni delle tergiti gastrali e delle zampe sono di colore marrone leggermente più scuro, che tende al nero in tutte le sterniti gastrali, nei laterali e nei margini posteriori delle tergiti IV e V, nonché nelle intere tergiti V e VI.
La testa è caratterizzata per la maggior parte da setole molto corte e poco appariscenti. Ha una struttura più lunga che larga, più stretta anteriormente mentre nel margine posteriore presenta un arrotondamento convesso caratterizzato da setole di dimensioni maggiori; gli occhi sono piatti, piccoli rispetto ad altre caste e posizionati lateralmente. Gli ocelli non sono presenti nel capo delle operaie, ma in alcuni esemplari più grandi la posizione che sarebbe dovuta essere occupata dall'ocello mediano è indicata da un'impronta superficiale. Inoltre la linea mediana che attraversa il clipeo è molto fine, poco profonda e corta (tanto da non raggiungerne il margine anteriore, specialmente nei piccoli esemplari), mentre il lobo non è sporgente. Le mandibole sono per lo più lisce, con cinque denti. Le antenne sono caratterizzate da 12 segmenti l'una. Ogni singolo scapo è molto lungo (approssimativamente uguale alla larghezza della testa), leggermente appiattito e allargato verso l'apice presenta un tegumento punteggiato.
Il mesosoma moderatamente basso e sottile è unito al peziolo che al contrario è piuttosto alto; la sua parte anteriore è corta e leggermente convessa mentre la parte posteriore è relativamente diritta. Ciò forma una sorta di forma triangolare in vista laterale con l'apice non troncato ma piuttosto arrotondato. Le tergiti più anteriori presenti sul gastro sono caratterizzate da una colorazione leggermente lucida e chiara e dalla presenza di numerosi piccoli peletti; quelle più posteriori invece presentano una colorazione più scura, meno lucida e con una densità di peli minore ma di dimensioni maggiori.

### Soldato

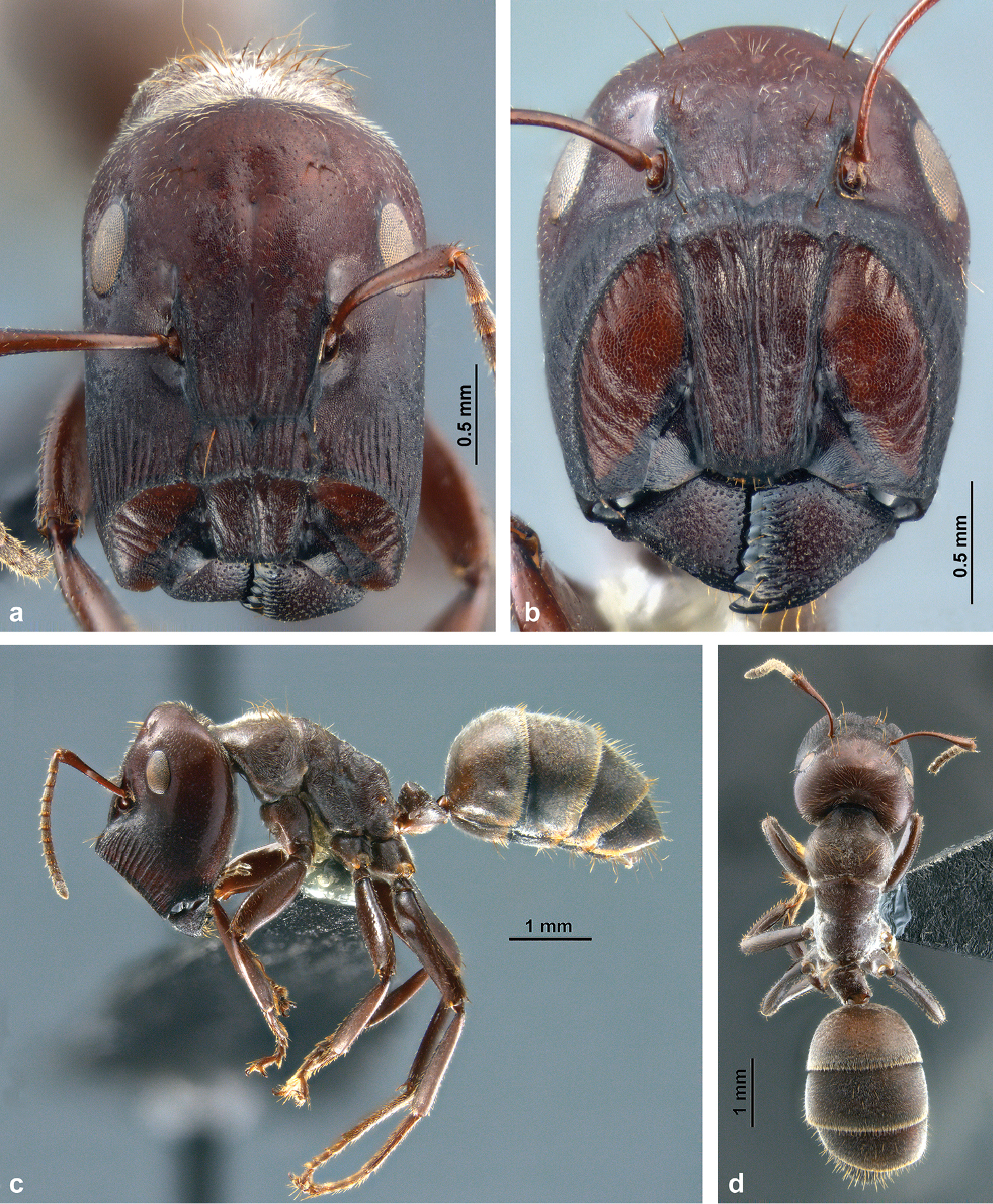
Soldato di Colobopsis Explodens

Rispetto a quella dell'operaia la colorazione della formica soldato di Colobopsis explodens si presenta prevalentemente più scura, escludendo le gambe e la testa nelle quali assume connotati leggermente più lucidi e chiari. Gli occhi sono  un po' più grandi e distanti dal vertice rispetto all'operaia; anche in questo caso gli ocelli sono mancanti ma la  posizione dell'ocello mediano indicata dalla scanalatura risulta più visibile.
La testa, di dimensione considerevole, anteriormente è troncata e presenta varie rughe che arrivano e ricoprono anche il clipeo. Inoltre, sempre all'estremità anteriore la superficie tende a sollevarsi; questo comporta una forma a "scudo" leggermente concavo in vista laterale, tipico delle formiche soldato del complesso Colobopsis saundersi. La mandibola è di dimensioni consistenti ma presenta pochi denti più o meno distinti, alcuni molto smussati, e il tegumento in questa zona risulta notevolmente punteggiato. L'antenna è considerevolmente più corta della larghezza della testa e molto robusta; inoltre lo scapo si allarga distintamente verso l'apice.
Il mesosoma è più robusto e più alto che nelle operaie. In vista laterale le facce  posteriori e laterali del propodeo formano un angolo ottuso, un po' meno arrotondato che nelle operaie e senza concavità laterali. Le gambe sono molto più corte e robuste rispetto alle operaie mentre la forma del peziolo è simile a quella dei lavoratori minori, ma di dimensione leggermente maggiore. La struttura del gastro è simile a quella della formica operaia.

### Regina
La colorazione della regina è simile a quella della formica soldato: prevalentemente marrone scuro a eccezione della testa e delle gambe dove assume connotazioni più chiare.  Le rughe che ricoprono il capo e il clipeo sono molto accentuate. La testa, subcilindrica e tronca anteriormente, è anch'essa simile a quella della formica soldato: leggermente più grande nel complesso ma avente la tipica zona a "scudo" più piccola. Gli ocelli in questo caso sono completamente sviluppati: il loro colore va dal quasi limpido all'ambra rossastro. La mandibola è molto sporgente e presenta pochi denti, alcuni molto smussati. Lo scapo delle antenne è moderatamente lungo, più corto della larghezza della testa  e leggermente allargato verso l'apice.
Il mesosoma è grande, con un propodeo uniformemente convesso in vista laterale e un pronoto con poche setole lunghe e ondulate con l'eccezione della parte superiore del mesonoto, dove si presentano numerose ed erette. Le gambe sono robuste, ma non corte come nella formica soldato. Il peziolo è nettamente più largo che nell'operaia con il vertice più arrotondato in vista laterale. La superficie delle tergiti e delle sterniti gastrali è caratterizzata da una peluria perlopiù fine e densa, che diventa più rada e con setole maggiori verso gli estremi e le ultime tergiti.

Le ali sono principalmente ialine; nelle posteriori le vene hanno un colore giallo pallido mentre lo pterostigma da marrone chiaro si scurisce fino a diventare brunastro.

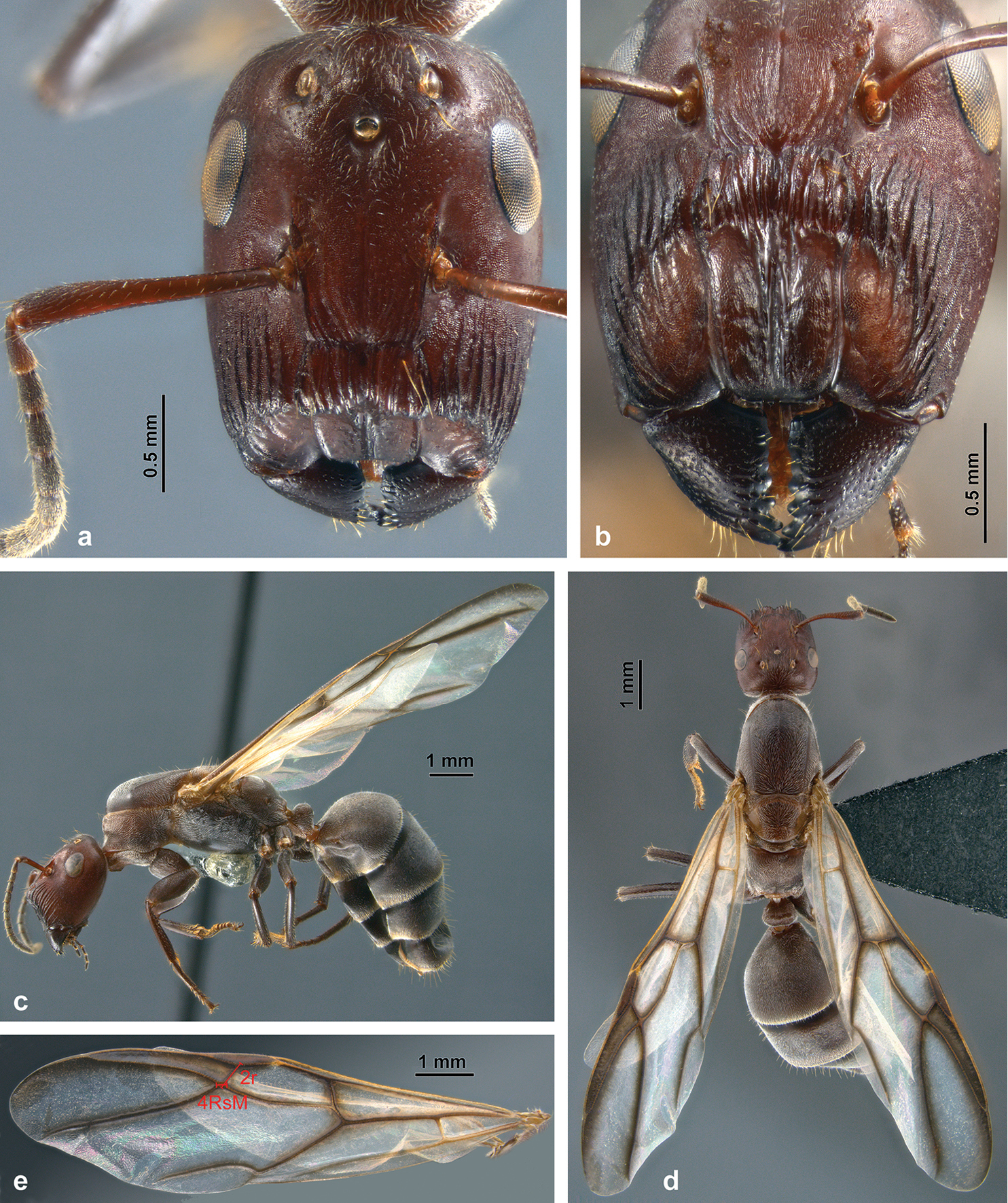
Regina di Colobopsis Explodens

### Maschio

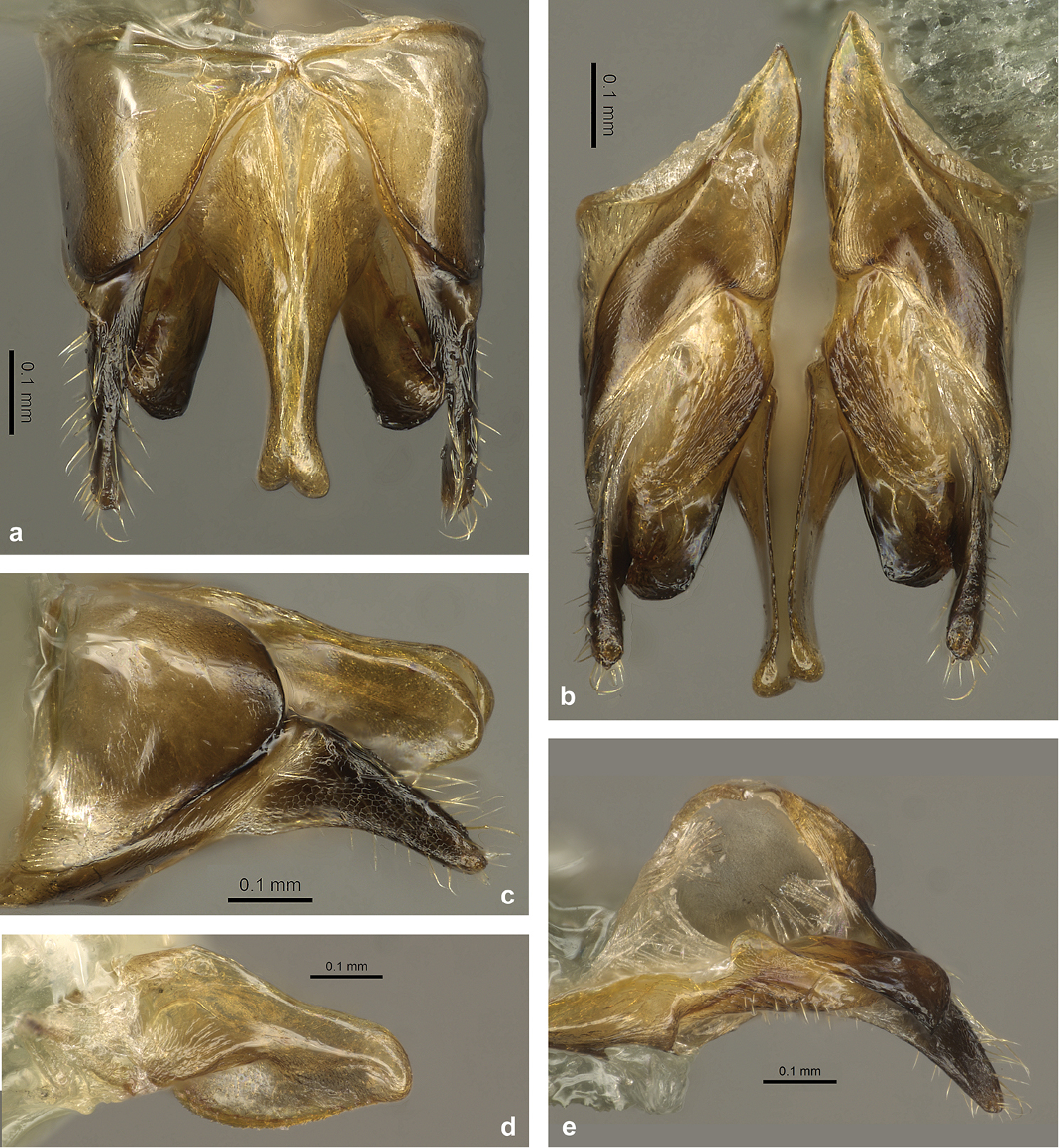
Apparato genitale del maschio di Colobopsis explodens

Il maschio di Colobopsis explodens è il primo ad avere uno studio e una descrizione dettagliata su tutto il gruppo di Colobopsis cylindrica, infatti verrà usato come punto di riferimento per lo studio dei maschi delle altre caste.
Oltre a un tegumento generale piuttosto scuro e opaco si presenta con una testa piccola, subtrapezoidale, con lunghe ma rade setole nella parte posteriore e con occhi molto grandi, rotondi e sporgenti, aventi diametro superiore a un terzo della lunghezza della testa. Anche gli ocelli sono di dimensioni considerevoli, più grandi che nella regina. Il clipeo presenta alcune forature più significative ai margini (alla base delle setole). I palpi mascellari sono lunghi, mentre anche in questo caso la mandibola risulta corta con dentatura ridotta, con 2-3 denti smussati. L'antenna, con scapi corti e relativamente sottili, ha 13 segmenti funicolari: il primo notevolmente ingrandito e a forma di pera (circa 30-50% più largo e 20% più lungo rispetto al segmento successivo), mentre tutti gli altri sono cilindrici, senza modifiche. La linea mediana, ben definita, è definita dall'ocello mediano e arriva fino all'altezza delle fosse antennali.

Il mesosoma, con gambe molto lunghe e snelle, risulta grande. Ha il pronoto anteriore e il propodeo posteriore fortemente convessi. Il propodeo è collegato al gastro mediante un peziolo di piccole dimensioni che in vista laterale risulta molto arrotondato, più che nell'operaia. Le venature nelle ali anteriori sono fortemente ridotte, come nella maggior parte dei Camponotini (tribù avente come sottofamiglia la Colobopsis). Il gastro è molto schiacciato, con le prime tergiti più lunghe che larghe (in particolare la prima) e praticamente senza setole. Le ultime tergiti sono più corte con setole rade, relativamente lunghe. In particolare l'ultima tergite si presenta cortissima, quasi troncata; da essa affiora la struttura genitale, che risulta appunto sporgente.

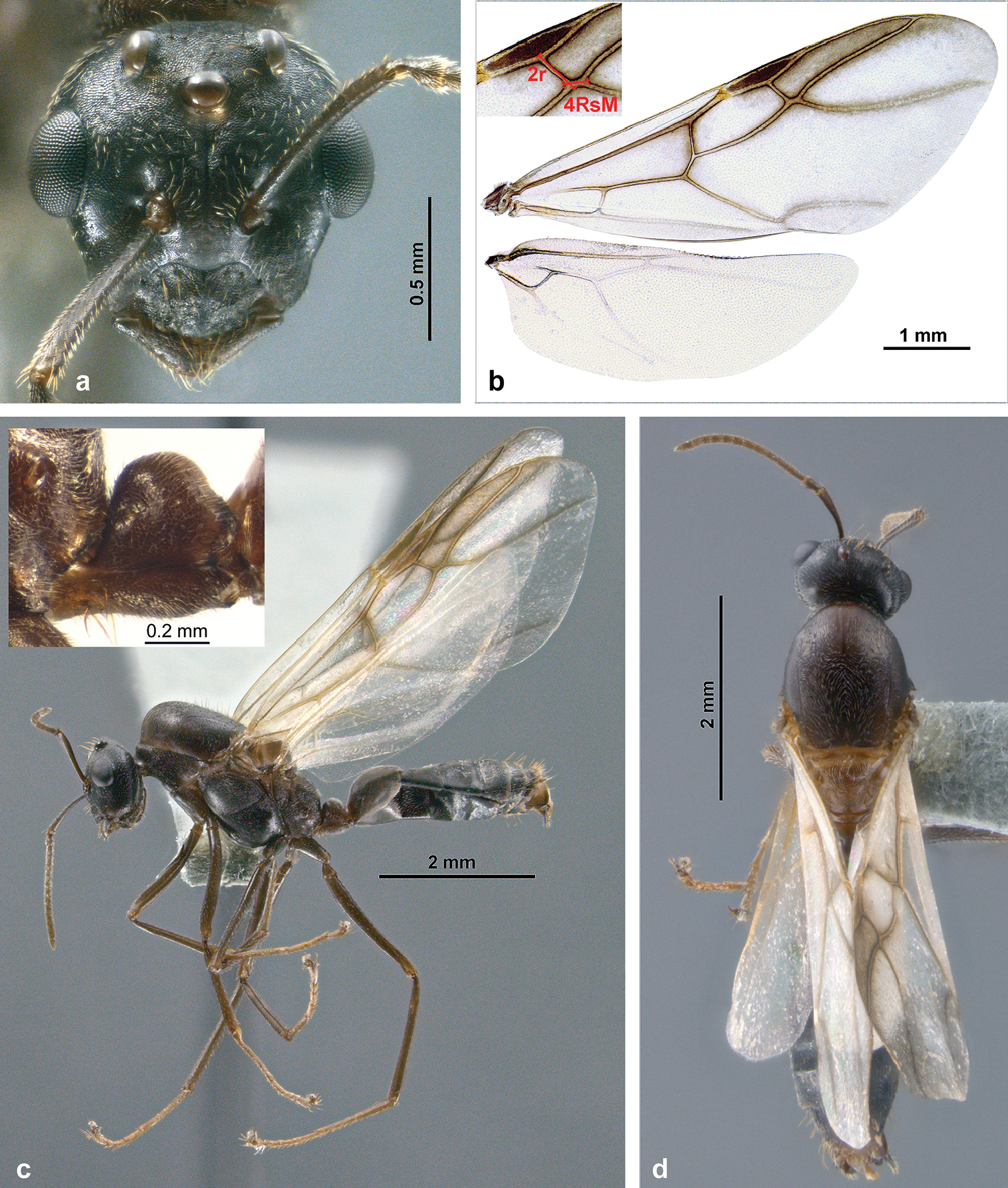
Maschio di Colobopsis explodens

## Morfologia

### Legenda abbreviazioni
Qui di seguito viene data una legenda contenente le abbreviazioni delle varie zone di misurazione.
( * = presenti solo nella regina e nel maschio).

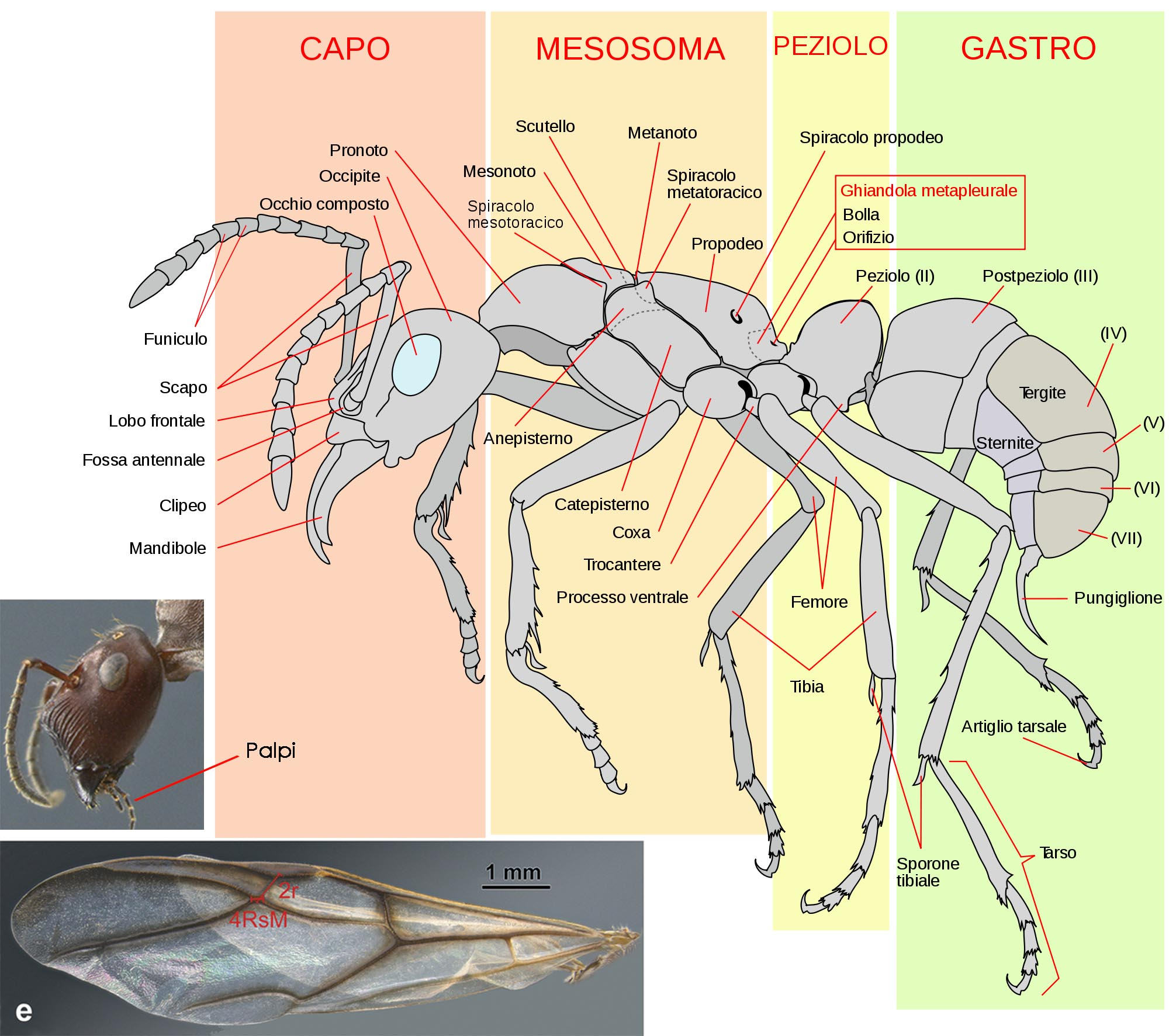
morfometria formica

EL= Diametro massimo dell'occhio composto, misurato in vista laterale.
FeL= Lunghezza massima del femore, misurato dalla base all'apice.
FWL*=Lunghezza dell'ala, misurata dall'attacco al mesosoma (tegula) fino all'estremità.
HaL= Lunghezza del pelo più lungo sulla prima tergite gastrale, misurata dalla base all'apice.
HL= Lunghezza massima della testa, mandibole escluse, misurata dal punto più anteriore del clipeo al punto più posteriore del vertice della testa.
HW= Larghezza massima della testa (inclusi gli occhi se sporgenti).
HS= Dimensioni della testa (HW + HL) / 2.
ML= Lunghezza del mesosoma. Misurato lateralmente dalla superficie anteriore del pronoto (esclusa la rientranza per l'attaccatura all'occipite) all'estensione posteriore del propodeo.
MSW*= Diametro massimo del mesonoto, misurato dorsalmente.
NH= Altezza massima del nodo peziodale in vista laterale.
OcD*=  Distanza minima tra gli ocelli laterali.
OcW*= Diametro massimo dell'ocello mediano
OED*= Distanza minima tra l'ocello laterale e il bordo esterno dell'occhio composto.
PH=  Altezza massima del peziolo in vista laterale.
PL= Lunghezza massima del peziolo in vista laterale.
PS5= Lunghezza del segmento V del palpo mascellare, misurata dalla base all'apice.
PS6= Lunghezza del segmento VI del palpo mascellare, misurata dalla base all'apice.
SL= Lunghezza massima dello scapo in vista dorsale.
SW= Larghezza massima dello scapo, misurato dorsalmente.
TL= Lunghezza totale. Le lunghezze aggiunte della testa (escluse le mandibole) di mesosoma, peziolo e gastro.
2r*= Lunghezza massima della seconda vena trasversale radiale.
4Rs+M*= Lunghezza del 4° settore radiale.
CI= Indice cefalico. (HW / HL × 100).
EI= Indice occhio. (EL / HW × 100).
FeI= Indice femorale. (FeL / HW × 100).
OI*= Indice ocellare. (OED / OcD × 100).
PI= Indice del peziolo. (PH / PL × 100).
PSI= Indice del segmento palpebrale. (PS5 + PS6) / HS × 100.
SI= Indice di lunghezza dello scapo. (SL / HW × 100).
SWI= Indice di larghezza dello scapo. (SW / SL × 100).
WVI*= Indice della vena alare. (4RsM / 2r × 100).

### Misure dei paratipi e degli olotipi
| Fenotipo | Paratipo (mm) | Olotipo (mm) |
| -------- | --- | --- |
| Operaia  | TL 4,74–7,21; HW 1,22–1,57; HL 1,30–1,78; HS 1,27–1,67; PS5 0,21–0,25; PS6 0,20–0,26; EL 0,33–0,43; SL 1,21–1,39; SW 0,11–0,16; ML 1,50–2,22; HaL 0,08–0,19; PH 0,41–0,56; PL 0,33–0,49; NH 0,24–0,38; FeL 1,73–2,10. Indici: CI 85–94; SI 87–104; SWI 9–12; EI 27–29; PI 112–133; FeI 123–151; PSI 28–35. | TL 6,78; HW 1,48; HL 1,67; HS 1,58; PS5 0,23; PS6 0,25; EL 0,42; SL 1,33; SW 0,14; ML 2,05; HaL 0,15; PH 0,55; PL 0,47; NH 0,33; FeL 2,05. Indici: CI 88; SI 90; SWI 11; EI 29; PI 116; FeI 139; PSI 30. |
| Soldato  | TL 7,30–8,71; HW 1,72–1,89; HL 2,25–2,58; HS 1,99–2,20; PS5 0,15–0,17; PS6 0,15–0,17; EL 0,50–0,56; SL 1,15–1,26; SW 0,17–0,20; ML 2,22–2,74; HaL 0,11–0,20; PH 0,59–0,69; PL 0,45–0,51; NH 0,40–0,45; FeL 1,50–1,70. Indici: CI 71–77; SI 64–69; SWI 14–17; EI 28–31; PI 125–143; FeI 87–95; PSI 14–17. | |
| Regina   | TL 10,50–12,16; HW 1,74–1,83; HL 2,28–2,45; HS 2,02–2,14; PS5 0,19–0,21; PS6 0,19–0,23; EL 0,62–0,66; SL 1,33–1,45; SW 0,20–0,22; ML 4,11–4,63; HaL 0,14–0,29; PH 0,77–0,92; PL 0,54–0,67; NH 0,40–0,54; FeL 2,25–2,35; OcW 0,13–0,16; OED 0,34–0,38; OcD 0,54–0,64; FWL 9,72–10,50; MSW 1,68–2,15; 2r 0,50–0,64; 4Rs+M 0,14–0,32. Indici: CI 73–77; SI 75–80; SWI 15–16; EI 35–37; PI 123–150; FeI 125–132; PSI 18–20; OI 54–69; WVI 26–58. | |
| Maschio  | TL 6,46-6,85; HW 1,24–1,29; HL 1,14–1,24; HS 1,20–1,27; PS5 0,17–0,21; PS6 0,13–0,17; EL 0,43–0,46; SL 0,80–0,85; SW 0,10–0,12; ML 2,38–2,87; HaL n.a .; PH 0,45–0,49; PL 0,38-0,40; NH 0,26-0,33; FeL 1,71–1,86; OcW 0,18–0,19; OED 0,25–0,27; OcD 0,43–0,46; FWL 5,87–6,33; MSW 1,17–1,50; 2r 0,38–0,47; 4R + M 0,14–0,22. Indici: CI 104–110; SI 64-67; SWI 12-15; EI 35–36; PI 113–123; FeI 136–151; PSI 27-30; OI 53–62; WVI 31–53.     | |

## Tassonomia
Descritta per la prima volta da Laciny e Zettel nel 2018, la Colobopsis explodens fa parte del gruppo di specie Colobopsis cylindrica (COCY). Tutte le formiche di questo gruppo sono caratterizzate dal comportamento di autotisi, che la Colobopsis explodens presenta però in forma particolarmente accentuata. 

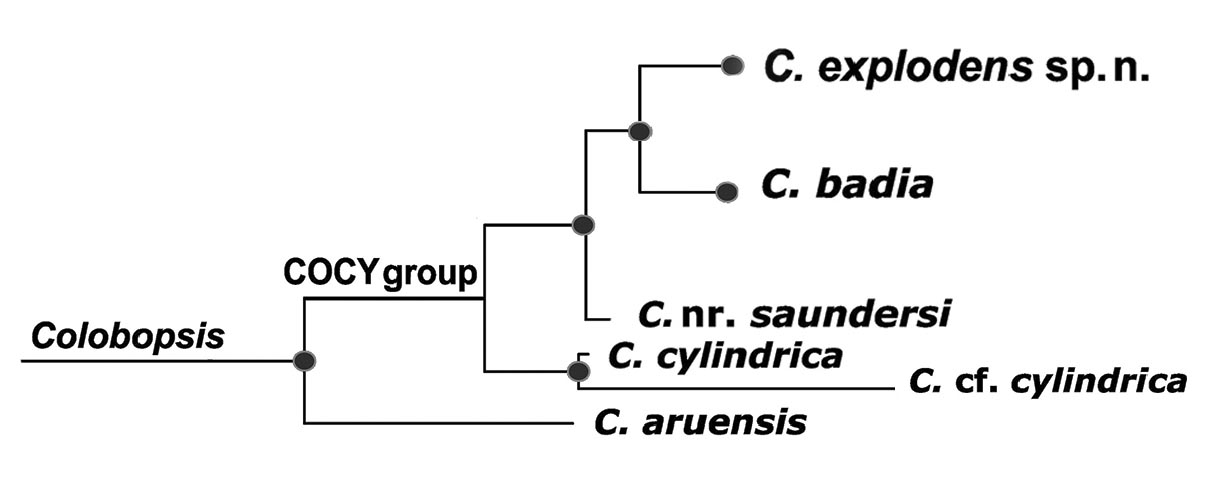
Albero filogenetico di Colobopsis

## Colonie
Le colonie di Colobopsis explodens sono comunemente polidomiche e possono contenere migliaia di individui. Vengono frequentemente nidificate a altezze elevate, spesso su alberi di dipterocarpo. Solitamente il terreno della colonia comprende la chioma dell'albero principale e tutto ciò che è situato nelle sue immediate vicinanze, come tetti o altri alberi. Non ci sono ancora abbastanza dati per stimare una media di grandezza, ma l'unica colonia studiata approfonditamente per ora è stata stimata almeno 2500 m².
I siti di nidificazione, distribuiti tridimensionalmente, occupano ogni terreno di nidificazione idoneo entro i confini della colonia, la quale può avere vari ingressi. L'attività di questa formica è prevalentemente diurna, senza diminuzioni a causa di piogge leggere, ma non è stata osservata alcuna attività durante le piogge abbondanti. Sorprendentemente, il numero di operaie che escono dal nido è quasi uguale a quello delle operaie che entrano: questo suggerisce una tendenza a mantenere un numero costante di individui all'interno della colonia.

## Difesa e comportamenti
Le operaie di Colobopsis explodens mostrano una posa difensiva caratteristica, con il gastro sollevato, e sono estremamente inclini al sacrificio quando minacciate. Il contenuto della ghiandola mandibolare (MGRC) può essere rilasciato durante l'autotisi contraendo il gastro fino alla rottura del tegumento, portando alla morte della formica: l'avversario rimane intrappolato nella secrezione appiccicosa e diventa incapace di muoversi.
I principali costituenti del composto sono l'1-(2,4,6-tri-idrossifenil)etanone, il monoacetilfloroglucinolo e la noreugenina. La secrezione all'espulsione è inizialmente fluida, poi si consolida fino a diventare viscosa e appiccicosa; presenta un colore giallo brillante, un caratteristico odore speziato e risulta potenzialmente tossica (ma non abbastanza per uccidere un altro insetto).
Rilevante è anche l'utilizzo dell'MGRC nel comportamento di "pulizia": infatti, oltre alla rimozione delle foglie all'interno e nelle vicinanze del nido, le Colobopsis explodens, poiché l'MGRC può anche essere espulso in modo non suicidario sotto forma di goccioline alla base della mandibola, depositano su tutta la superficie del nido la sostanza, la quale grazie alle sue proprietà antibatteriche e antimicotiche viene utilizzata per l'igiene delle colonie. Un altro comportamento molto specifico si è manifestato sulla corteccia degli alberi: le operaie “brucano” gli strati di epifite (muschi, licheni, alghe, funghi filamentosi e lieviti) spesso fino a 60 minuti. Questo comportamento è diverso dal comportamento di pulizia delle foglie e presumibilmente contribuisce alla nutrizione delle formiche.